# Глаук (Хиполохов син)
Глаук био је, у грчкој митологији, син Хипола, унук Белерофонт а и праунук коринтског краља Глаука, Сизифовог сина.
Са својим блиским пријатељем Сарпедоном предводио је Ликијци у тројанском рату, у којем се борио на страни Тројанаца.
Под Тројом Глаук се показао као изузетно храбар ратник и један од најистакнутијих који су се борили на страни Тројанаца; током рата убио је четворицу непријатеља. Кад се на бојном пољу нашао очи у очи са Диомедом, двојица јунака су се препознали и, сећајући се пријатељства својих предака (будући да су Диомедов деда Енеј и Глауков деда Белерофонт били велики пријатељи), разменили су поклоне: Диомед је глауком поклонио своје оружје, а Глаук је Диомеду дао свој оклоп сачињен од злата.